# Patrick O'Reilly

Patrick O'Reilly, nacido el 19 de mayo de 1900 en Saint-Mihiel (Mosa) y fallecido el 6 de agosto de 1988 en París el 14, es un sacerdote y etnólogo francés, responsable de la organización del Museo Gauguin en Tahití.

## Biografía
Hijo de André Farell O'Reilly, comandante del batallón, y de Jeanne Gautier, el joven estudió en establecimientos religiosos de El Havre y Saintes.
Continuó sus estudios superiores en la Sorbona y luego en la École Pratique des Hautes Études . Se graduó en el Instituto de Etnología de París.
En 1922 ingresó en la congregación de los Padres Maristas . Fue ordenado sacerdote en 1928. Fue capellán de la Reunión de Estudiantes Católicos de 1930 a 1975. En estas funciones, conoció a un cierto número de estudiantes de futuro prometedor, en particular a François Mitterrand, de quien siguió siendo un confidente hasta el final de sus días. Realizó cursos en la École du Louvre.
Varias misiones etnológicas le permitirán desplegar sus talentos como etnólogo especializado en Oceanía: de 1936 a 1937, fue responsable de una importante misión del CNRS (le siguieron otras dos, en 1949 y 1953, que fueron iniciativas individuales). Fue durante una de estas misiones que conoció al Hermano Somuk en la isla de Bougainville. Lo anima a expresarse a través del dibujo. De regreso a París, O Reilly organizó una exposición de estos dibujos que tuvo cierto éxito.Jean Dubuffet adquirió algunas de estas obras. Somuk murió en 1965 y quedó olvidado hasta que el Museo del Quai Branly le dedicó una exposiciónen 2020.
Designado secretario general de la Sociedad de Oceanistas con el acuerdo de Maurice Leenhardt en el otoño de 1944, ocupó este cargo hasta 1973.
En 1964, fue responsable de la organización del museo Gauguin en Tahití, del que tomó la iniciativa, apoyado por la Fundación Singer-Polignac, y luego, en 1973, de la organización de la sección histórica del Museo de Tahití y de las Islas. Se apasionó entonces por la obra de Vaiere Mara, escultor tahitiano nacido en Rurutu en 1936, y le dedicó sus investigaciones dominicales, que desembocaron en la publicación de Maderas legendarios de Mara, escultor tahitiano,en 1979.
Enfermo y jubilado, Patrick O'Reilly murió el 6 août 1988 en el distrito 14 de París.
La correspondencia de Odette Teissier du Cros, su amiga y confidente, está hoy depositada en los archivos de la Academia de los Altos Cantones .

## Decoración
Chevalier de la Légion d'honneur

## Honores
- Miembro de la Sociedad de Oceanistas (1945)
- Miembro de la Academia de Ciencias de Ultramar (1956)